# Calliotectum smithi
Calliotectum smithi is een slakkensoort uit de familie van de Volutidae. De wetenschappelijke naam van de soort is voor het eerst geldig gepubliceerd in 1942 door Bartsch.